# Claude-Nicolas Ledoux
Claude-Nicolas Ledoux (Dormans, 21 marzo 1736 – Parigi, 18 novembre 1806) è stato un cantante e urbanista francese.
Ledoux è stato uno degli esponenti più importanti dell'architettura neoclassica francese ed europea. La sua straordinaria ricerca architettonica, simile in certi versi a quella di Étienne-Louis Boullée, giunse ad un linguaggio semplificato ed innovatore, indirizzato verso forme pure: piramidi, sfere e cubi, che aspira a creare un'architettura "parlante", cioè simbolica, in grado di comunicare la propria funzione civile. Questo particolare stile che lo accomuna ad altri architetti neoclassici francesi della sua generazione oggi trova una definizione nella categoria di "Architettura della rivoluzione", benché Ledoux in particolare fosse legittimista.

## Biografia
Figlio di un modesto mercante, grazie ad una borsa di studio frequentò a Parigi il collegio di Beauvais (1749-1753). Inizialmente fu interessato alla grafica e si guadagnò da vivere incidendo scene di battaglia. Ma poco dopo si dedicò all'architettura, al cui studio fu iniziato dal maestro più autorevole della Parigi di quel tempo, Jacques-François Blondel. Tuttavia Ledoux non subì gli influssi del maestro, non seguì la via del classicismo francese e non fece il viaggio a Roma, come invece la maggior parte degli architetti parigini.
Entrò nel 1758 nello studio di Louis-François Trouard e per mezzo di questi, ritornato da Roma nel 1757, Ledoux scoprì l'architettura antica ed in particolare i templi di Paestum, che dovettero esercitare una grande influenza sulla sua estetica.

### Carriera
Entrò in contatto con Pierre Contant d'Ivry e Jean-Michel Chevotet, due affermati architetti che lo introdussero nell'ambiente della loro ricca clientela presso la quale stava passando di moda lo stile Luigi XV. Iniziò così un'attività professionale di successo progettando residenze cittadine e padiglioni di campagna per la nobiltà e l'alta borghesia, in uno stile nuovo che diventerà presto di moda.
Dal 1770 in poi cominciò ad avere incarichi dalla pubblica amministrazione, e la sua fama crebbe notevolmente da quando cominciò a lavorare nella capitale e nel Louveciennes per conto della contessa Madame du Barry. 
Dal 1771 al 1793 fu ispettore delle saline statali in Franca Contea, alle dipendenze di Jean-Rodolphe Perronet, celebre primo direttore dell'École des Ponts et des Chaussées. In questo periodo elaborerà alcuni dei suoi progetti più significativi, fra i quali realizzò la costruzione ad Arc-et-Senans degli edifici destinati all'estrazione del sale ed il teatro di Besançon. Nel 1773 fu ammesso come membro dell'Accademia Reale di Architettura e la fama dell'architetto si diffuse ben presto anche all'estero.
Il Langravio di Assia-Kassel gli commissionò il progetto di una biblioteca per Neuchâtel, allora sotto il dominio prussiano, e gli fu conferito l'incarico di progettare un municipio.
Quando Giuseppe II e Paolo I soggiornarono a Parigi, l'incisore Johann Georg Wille gli fece conoscere ed apprezzare le doti dell'architetto francese. In seguito l'imperatore Paolo I si fece recapitare numerosi disegni di Ledoux a Pietroburgo.
Nel 1784 gli fu commissionato dagli appaltatori statali il progetto della cinta daziaria intorno a Parigi. Durante la Rivoluzione nel 1793 l'artista, in quanto fedele a Luigi XVI, fu imprigionato e liberato dopo diversi mesi, grazie all'intervento della sorella. Una volta libero, l'architetto si ritirò dalla professione vista la situazione a lui ostile, durante il suo ozio involontario si dedicò a scrivere il suo trattato, "L'architecture considérée sous le rapport de l'art, des moeurs et de la législation", pubblicò a sue spese il primo volume nel 1804.

## Opere

### Opere giovanili

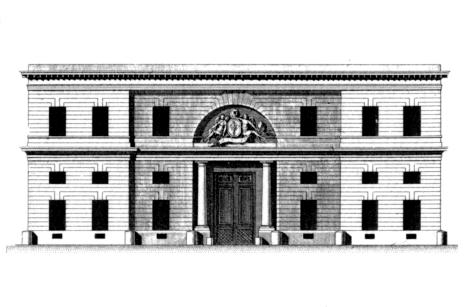
Hotel d'Hallwyll, 1764-66

Di questo primo periodo sono: lo Château d’Eaubonne (1762-63), l'Hôtel d'Hallwyl (1764-66), con la facciata risolta in un possente bugnato rustico, l'Hôtel de mademoiselle Guimard, l'Hôtel d'Uzès (1764-67),  lo Château de Benouville (1768-77) e l'Hôtel de Montmorency (1770-72), quest'ultimo impostato planimetricamente su un asse diagonale, con ambienti circolari ed ovali, in modo da ottenere una migliore distribuzione degli interni e risolvere il problema della disposizione ad angolo: al piano terra si susseguono: l'ingresso, il vestibolo e lo scalone, mentre al piano nobile: l'anticamera, la sala da pranzo e il salotto rotondo, con su entrambi i lati dell'asse diagonale una camera da letto, fornita di camerino, spogliatoio e guardaroba.
Nel 1771 completò il Pavillon de Louveciennes, commissionato dal re di Francia per la sua protetta Madame du Barry, interamente decorato e arredato in stile neoclassico, con pilastri lisci, bassorilievi classici e controsoffitti a nido d'ape (lacunari).

### Le saline

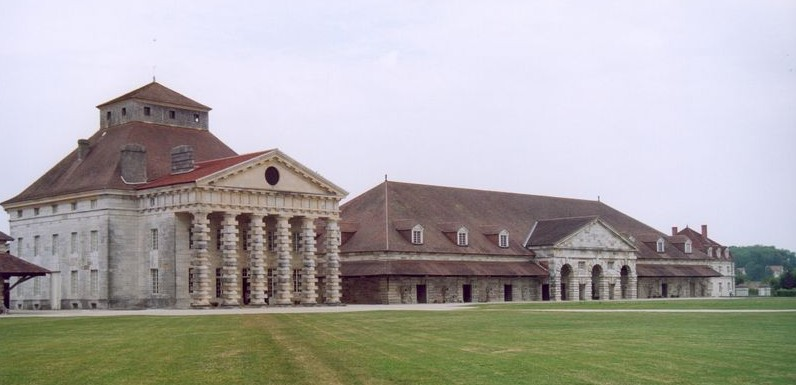
Arc-et-Senan, residenza del direttore

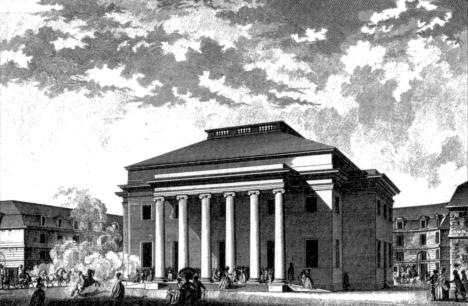
Claude-Nicolas Ledoux, Teatro di Besançon, 1784

Dal 1771 al 1793 fu ispettore delle saline statali in Franche-Comté. In questo periodo elaborò progetti per l'ampliamento degli edifici delle saline di Chaux, presso il villaggio di Arc-et-Senans, vicino a Besançon. Ledoux progettò un'intera città impostata su un anello ellittico il cui perimetro era formato da due serie concentriche di edifici: l'interno riservato agli uffici amministrativi, l'esterno ad edifici per attrezzature, residenze di vario tipo, tra cui un ospizio, un mercato e un cimitero; e strutture a carattere pubblico: il Palazzo della Concordia, la Casa dell'Unione, il Tempio della Memoria, la Casa della Vita Comune, la Casa dell'Educazione. Infine l'asse sul diametro minore veniva a coincidere con la casa del direttore e con le officine. I lavori iniziati nel 1775, per questa moderna "città ideale", non vennero mai portati a termine, interrompendosi nel 1779. I pochi edifici realizzati mostrano l'impiego di forme semplici ma imponenti, mentre la decorazione si ispira a motivi arcaici come nel portico di accesso, scavato in modo tale da emulare la roccia naturale.

### Altre opere della maturità
Tra il 1775 e il 1784 realizzò il teatro di Besançon, con un portico ionico senza frontone e, all'interno, un emiciclo sormontato da un colonnato dorico. In questo teatro, oltre a importanti novità nei caratteri distributivi nella sala, egli introdusse per la prima volta nella storia dell'architettura, la buca d'orchestra, elemento poi ripreso e sviluppato un secolo più tardi da Gottfried Semper per la costruzione del Festspielhaus di Bayreuth.
Nel 1776 iniziò i lavori per l'Hôtel Thélusson, la residenza di una vedova di un ricco banchiere, considerata come «una delle maggiori attrazioni di Parigi», costruita con geometrica semplicità, cui si accedeva attraverso un arco trionfale che portava a un giardino all'inglese.
Nel 1783 costruì a Compiègne un magazzino del sale, di cui resta solo la facciata porticata e nel 1786 progettò le carceri ed il Palais de Justice ad Aix-en-Provence la cui costruzione fu interrotta dalla rivoluzione.
Nel 1792 edificò un gruppo di quindici case dalle chiare forme geometriche, inserite liberamente entro un giardino all'inglese.

### La cinta daziaria

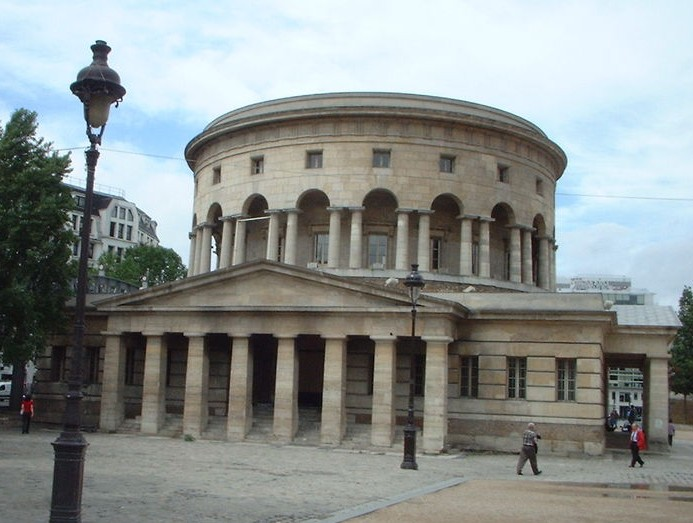
Barrière de la Villette

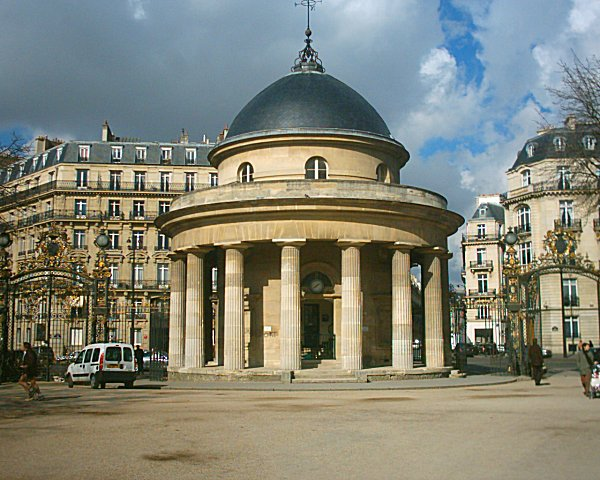
Barrière de Chartres

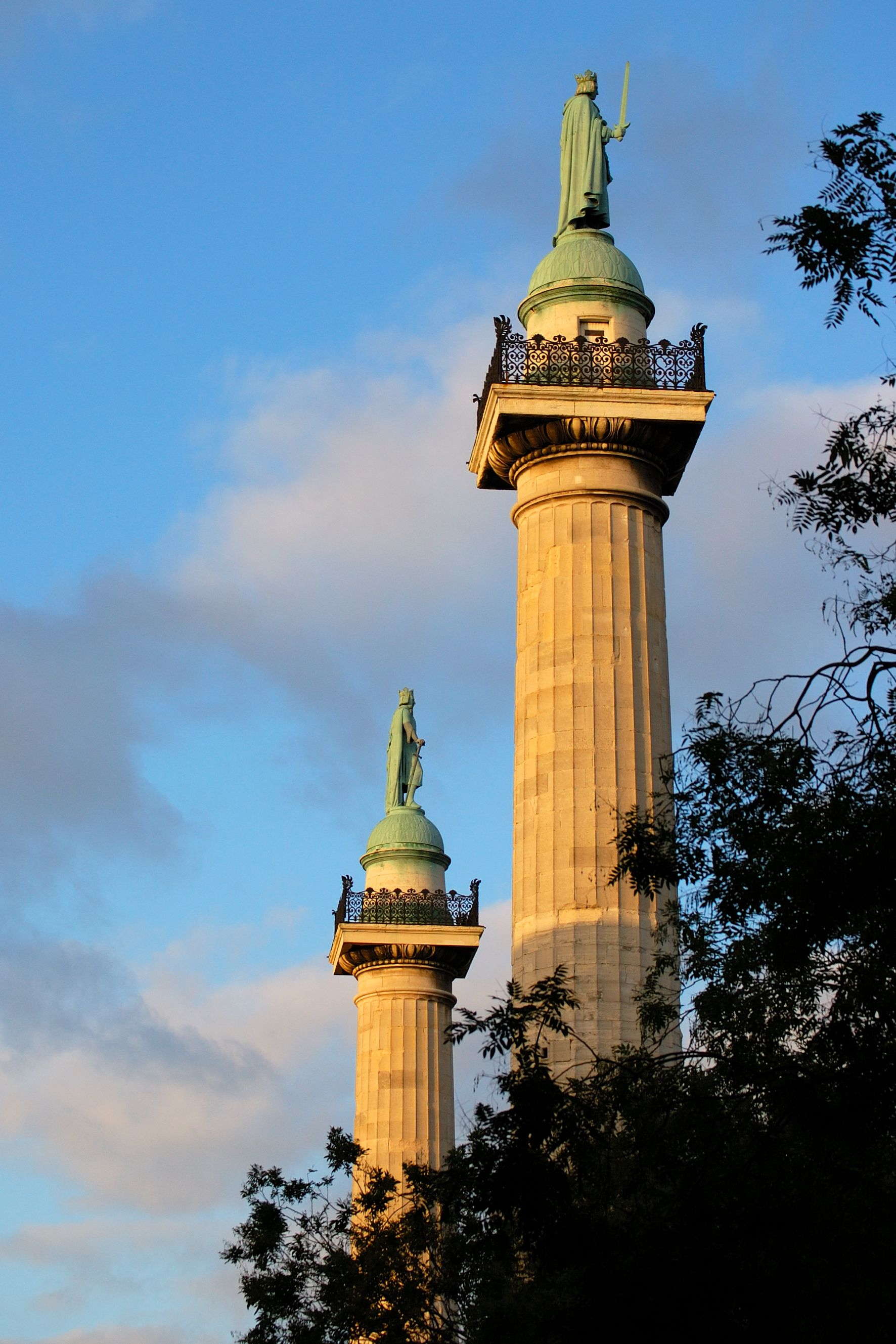
Barrière du Trône

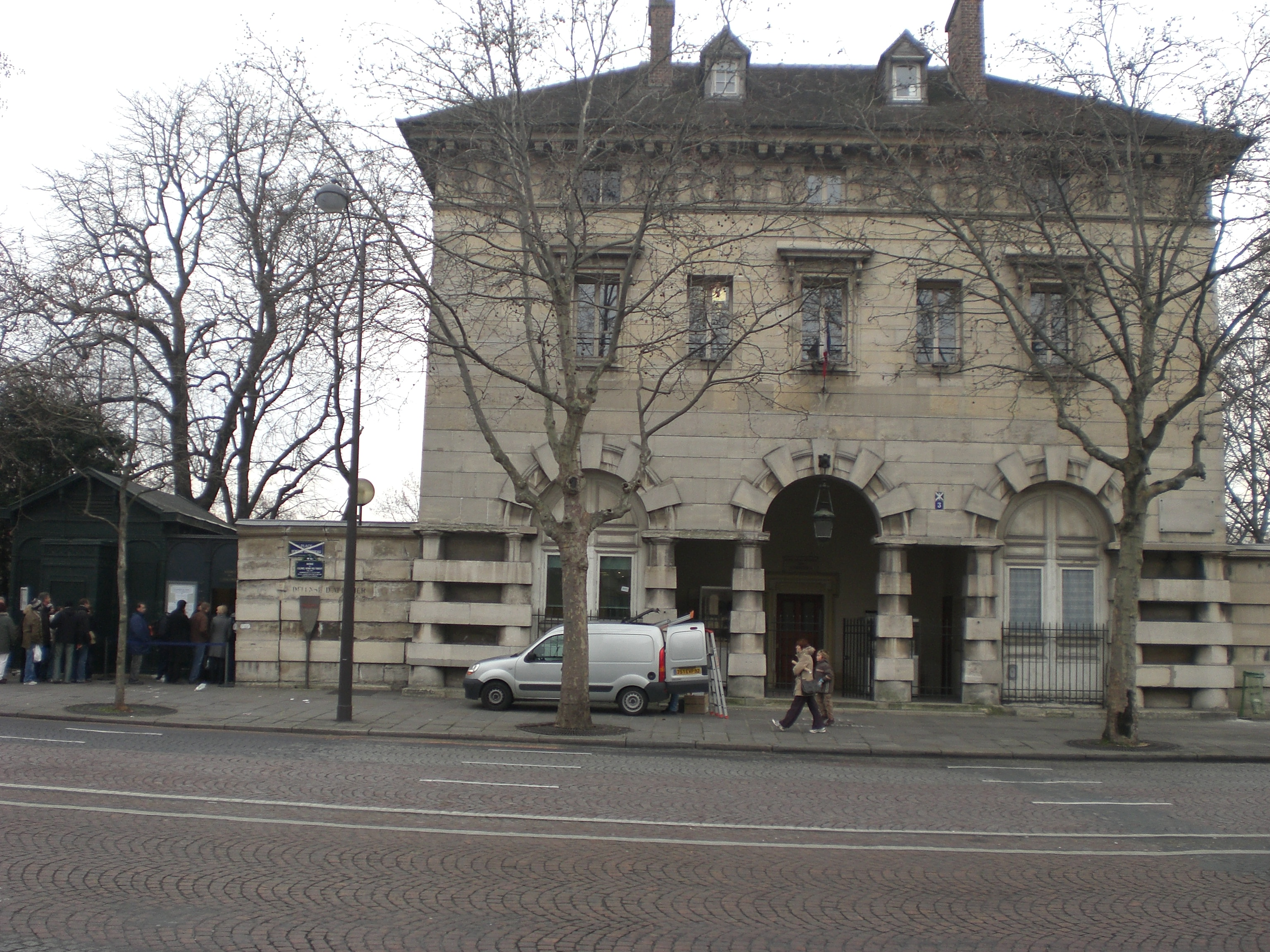
Barrière d'Enfer

Nel 1784 gli fu commissionato dalla Ferme générale (concessionaria della riscossione del dazio), forse per interessamento di Charles-Alexandre Calonne, amico di studi, il progetto della cinta daziaria intorno a Parigi utilizzata per riscuotere la tassa dell'octroi, una tassa da pagare sulle merci trasportate in città dal contado, ostacolando il contrabbando sorto dopo la demolizione dell'antica cinta muraria.
La costruzione del muro alto quasi 3,50 m e lungo più di 22 km e delle porte daziarie, iniziata nel tra il 1785, in gran fretta e segretezza, rese molto conosciuto l'architetto, anche a causa delle polemiche e del malcontento che accompagnarono la realizzazione di tale impopolare infrastruttura. Nel 1789 furono temporaneamente sospesi i lavori e gli fu tolto l'incarico, forse per la forte spesa necessaria per realizzare le grandiose strutture che Ledoux aveva immaginato al posto delle semplici strutture utilitaristiche immaginate dai committenti. Roventi furono anche le critiche per il linguaggio architettonico, ritenuto eccessivamente moderno, basato sull'uso del bugnato, del dorico, di forme geometriche semplici e di prototipi antichi e rinascimentali, dando vita ad un sistema combinatorio apparentemente infinito.
Tuttavia i lavori furono conclusi e nel 1790 la cinta daziaria entrò in funzione. Dopo le distruzioni rivoluzionarie, e la demolizione del muro nel 1860, oggi rimangono solo quattro dei caselli che segnavano l'ingresso in Parigi delle principali strade di accesso alla città attraverso la cinta daziaria. 

#### Barrière de la Villette
In particolare la più famosa è la Barrière de la Villette, che, insieme ad altre quarantacinque barrières, segnava il perimetro della città e ne costituiva un ingresso monumentale. In quest'opera unì due forme elementari, una croce greca e un cilindro cavo all'interno, in modo da sovrapporre ad una forma quadrata, con imponenti porticati formati da pilastri tuscanici con semplici capitelli, una forma circolare. Inoltre l'effetto di grande imponenza viene accentuato dal chiaroscuro dato dall'alternanza di pieni e vuoti e dal contrasto generato dalle finestre quadrate dell'attico e dagli archi semicircolari al di sotto di esse.

#### Barrière de Chartres
la Barrière de Chartres, oggi rotonda all'ingresso del parc Monceau è la letterale riproposizione del Tempietto di San Pietro in Montorio del Bramante. La piccola opera conferma alcune caratteristiche dell'opera di Ledoux come il gusto archeologico, l'uso di forme geometriche semplici, l'interesse quasi esclusivo per l'ordine dorico, quasi come unico strumento linguistico del suo nuovo classicismo semplificato, geometrico e massiccio.

#### Barrière du Trône
Posta in corrispondenza dell'attuale Place de la Nation, sulla strada per Vincennes, consisteva di due padiglioni e di due colonne isolate di 28 metri di altezza, sormontate da statue poste nel 1845, che inquadrano uno dei viali d'ingresso in città.
Le due enormi colonne doriche richiamano l'archetipo della Colonna Traiana, ma anche l'opera di Fisher von Erlach e precedenti progetti di Ledoux, tra cui uno per il Castello di Bourneville. Ledoux aveva anche progettato di arricchire di bassorilievi le colonne ad imitazione del modello romano, ma rinunciò a favore di insolite striature piatte, derivate dal testo vitruviano.
Nei pressi di questa barriera fu innalzata una ghigliottina nel periodo del Terrore.

#### Barrière d'Orléans
La Barrière d'Orléans o Barrière d'Enfer, dal nome della piazza sul cui margine si trovava, era costituita essenzialmente da due padiglioni cubici che si sono conservati. Si tratta di edifici caratterizzati da arcate con grandi bugne e da un frezio a bassorilievo. Da uno dei due edifici si accede ad un grande complesso ipogeo di gallerie, formato dall'estrazione di gesso e calcare (le cosiddette Catacombes).

## Eredità culturale

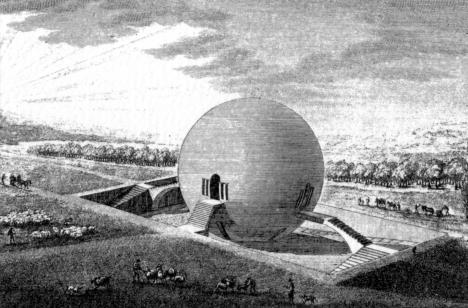
Claude-Nicolas Ledoux, Progetto per una casa delle guardie campestri, 1790 circa, Parigi, Bibliothèque Nationale

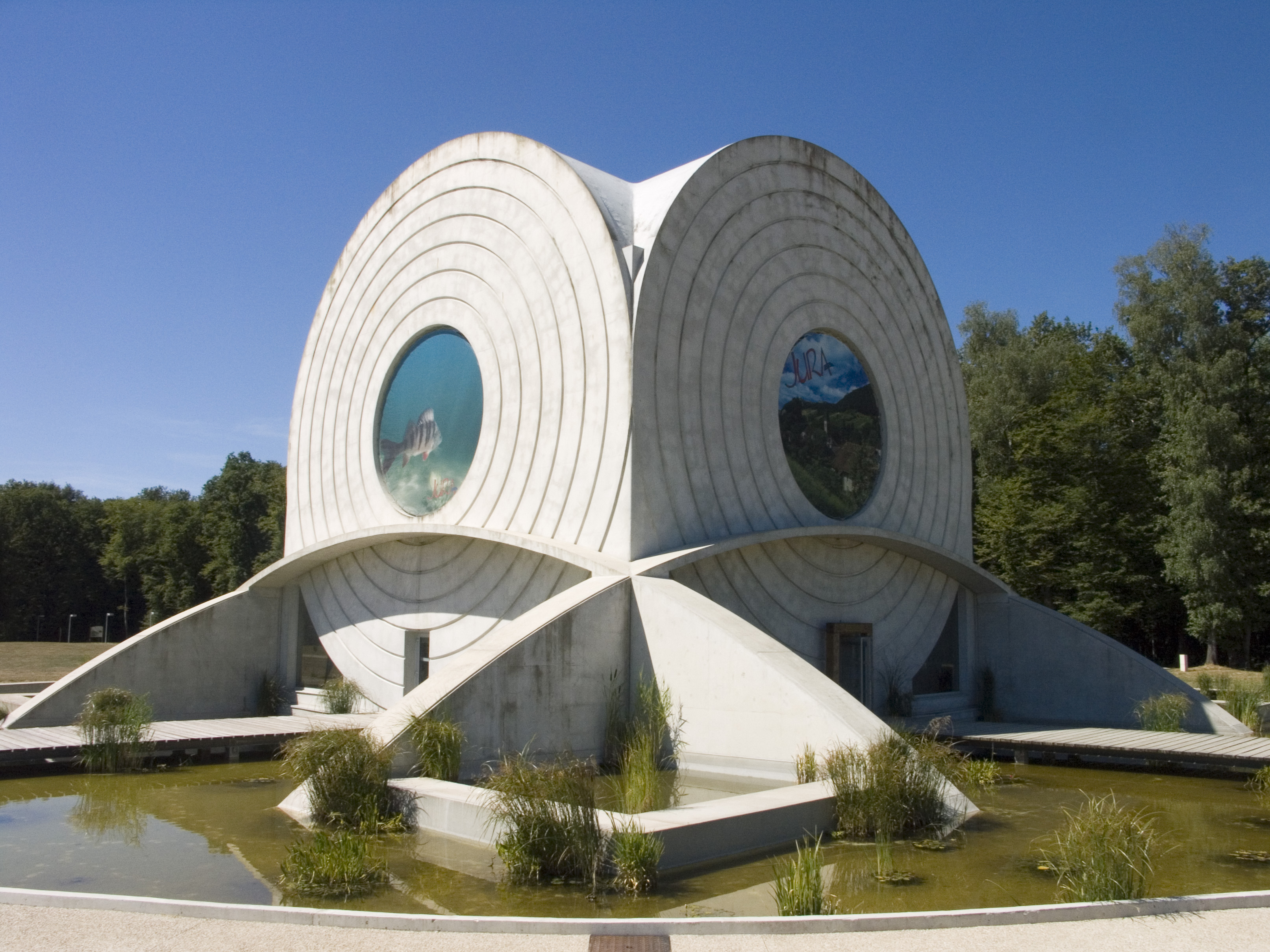
Le Pavillon des Cercles, A39.

Ledoux in tarda età si dedicò a scrivere il suo trattato, "L'architecture considérée sous le rapport de l'art, des moeurs et de la législation", che venne pubblicato nel 1804. Sul frontespizio del suo trattato, con consapevole superbia, fece imprimere le parole di Orazio "Exegi monumentum"
Ledoux passò gli ultimi anni della sua vita raccogliendo ed approntando i suoi progetti, portando alle estreme conseguenze la sua architettura "parlante", elaborando un nuovo tipo di d'architettura che, sacrificando la funzionalità dell'edificio, potenziasse la comunicazione simbolica, progettando strutture formate di pure sfere, cubi, cilindri e piramidi, che egli collocava in un paesaggio ideale, assolutamente impraticabili; ad esempio, se per un bordello si poteva dare in pianta la forma di fallo, alla casa dei sorveglianti del fiume si poteva dare la forma di un ponte sopra una cascata, mentre per un bottaio era adatta la forma di cerchio di botte.
I suoi disegni, tradotti in incisioni, furono lo strumento con cui l'architettura di Ledoux e di Étienne-Louis Boullée, l'altro grande architetto di quella che viene detta "architettura della Rivoluzione", venne conosciuta in tutta Europa, influenzando un'intera generazione di architetti del Neoclassicismo.
Ledoux fu membro della Massoneria.